# Rachel Hilbert
Rachel Hilbert (Rochester (New York), 14 marzo 1995) è una modella statunitense.

## Carriera
Rachel Hilbert è stata scoperta nel 2011 da Christy Turlington con dei casting effettuati da un'agenzia. È apparsa sulle principali riviste di moda come Cosmopolitan, Elle, Express e Urban Outfitters.
Nel 2015 ha recitato in un episodio della serie TV Younger e nel videoclip della canzone Lose My Mind di Brett Eldredge. Nel giugno dello stesso anno viene scelta come testimonial ufficiale della linea PINK di Victoria's Secret, ruolo ricoperto fino al 2017, e per cui ha partecipato all'evento Spring Break accanto a Gigi Hadid e Cody Simpson. Ha sfilato durante il Victoria's Secret Fashion Show nelle edizioni del 2015 e 2016.

## Filmografia

### Televisione
- Younger – serie TV, 1 episodio (2015)

### Videoclip
- Lose My Mind di Brett Eldredge (2015)

## Agenzie
- The Lions - New York, Los Angeles
- PMA - Amburgo

## Campagne pubblicitarie
- Kenneth Cole Reaction P/E (2013)
- Pink Spokesmodel (2015-2017)
- Steve Madden P/E (2013)